# فريتز جوست
فريتز جوست هو دراج سويسري، ولد في 14 يوليو 1954.

## وصلات خارجية
- فريتز جوست على موقع إحصائيات الدراجات الإحترافية (الإنجليزية)
- فريتز جوست على موقع أوليمبيديا (الإنجليزية)